# Chełmno
Chełmno este un oraș în Polonia.

## Personalități născute aici
- Heinz Guderian (1888 - 1954), general al Germaniei Naziste.